# الجسم الأسود
الجسم الأسود هو جسمٌ وهميّ مثاليّ يحقق الشرطين التاليين. يمتصُ كل الإشعاع الكهرومغناطيسي (الضوء مثلاً) الساقط عليه، ويشع إشعاع حراري يتناسبُ مع حرارته، على كامل الأطوال الموجية، لا يوجد جسم أسود مثالي لأنه لا يوجد جسم يمتص الأطوال الموجية ويشعها دون فقد في الطاقة وما نحو ذلك. الإشعاع الصادر عنه يكون بشكل متواحد الخواص (متساوي في كل الاتجاهات).

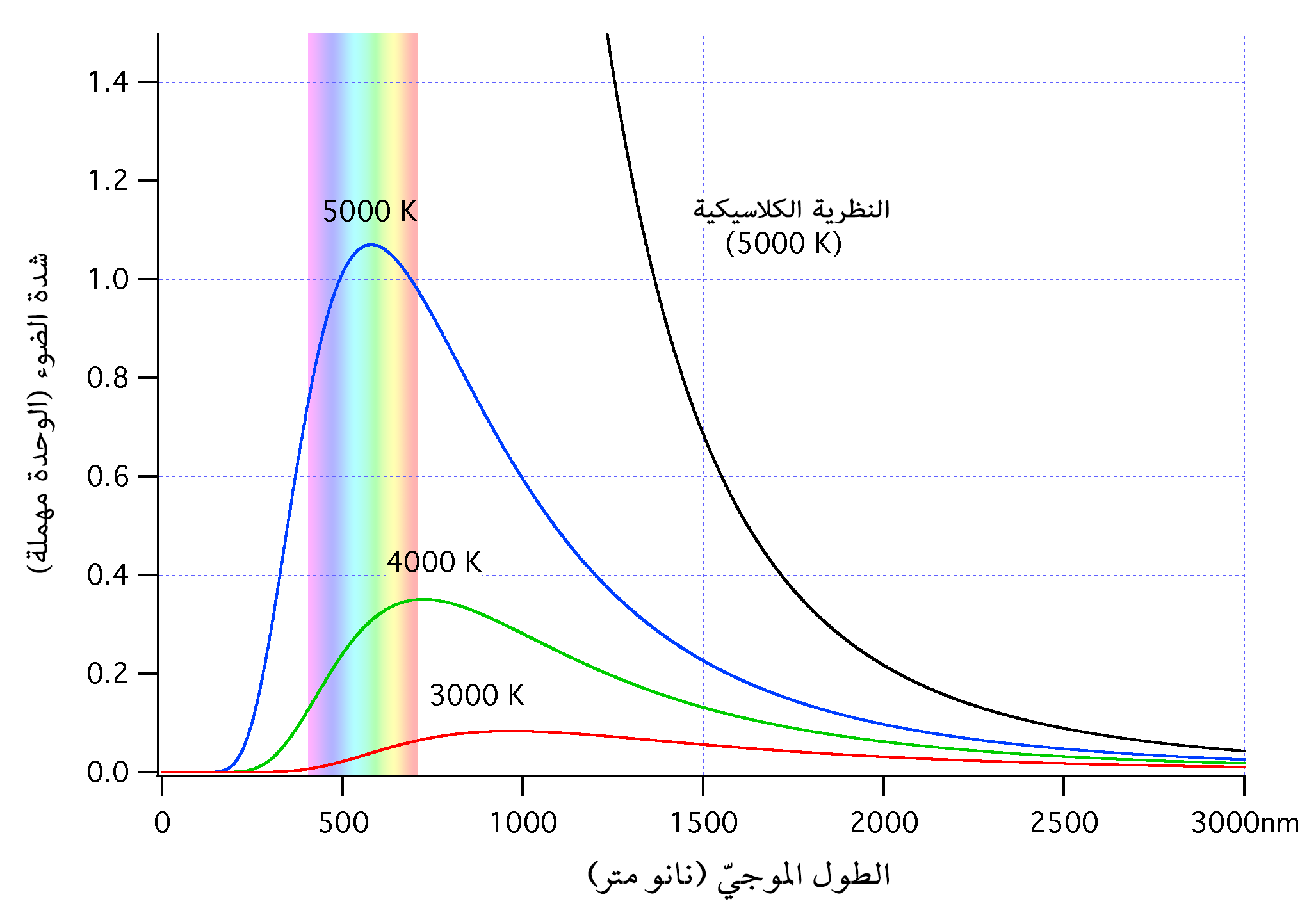
مع ازدياد حرارة الجسم الأسود، تزداد الطاقة المنبعثة منه، وتتحرك قمة المنحنى لأطوال موجية أقصر. للمقارنة، المنحنى الأسود هو ما تنبأت به النظرية الكلاسيكية (قانون رايلي-جينس) وما سميت بالكارثة فوق البنفسجية، وهو أن عند الأطوال الموجية القصيرة، سوف يصدر الجسم الأسود اشعاعاً لا متناهي الطاقة.

و بناءً على ذلك، الجسم الأسود هو أفضل ماصّ وباعث للإشعاع، وهو ما يسمى بِباعث انتشاريّ.
و قد سميّ جسمًا «أسودًا» لأن اللون الأسود هو اللون الذي يمتصُ كل الضوء الساقطِ عليه ولا يعكس منه شيئاً.

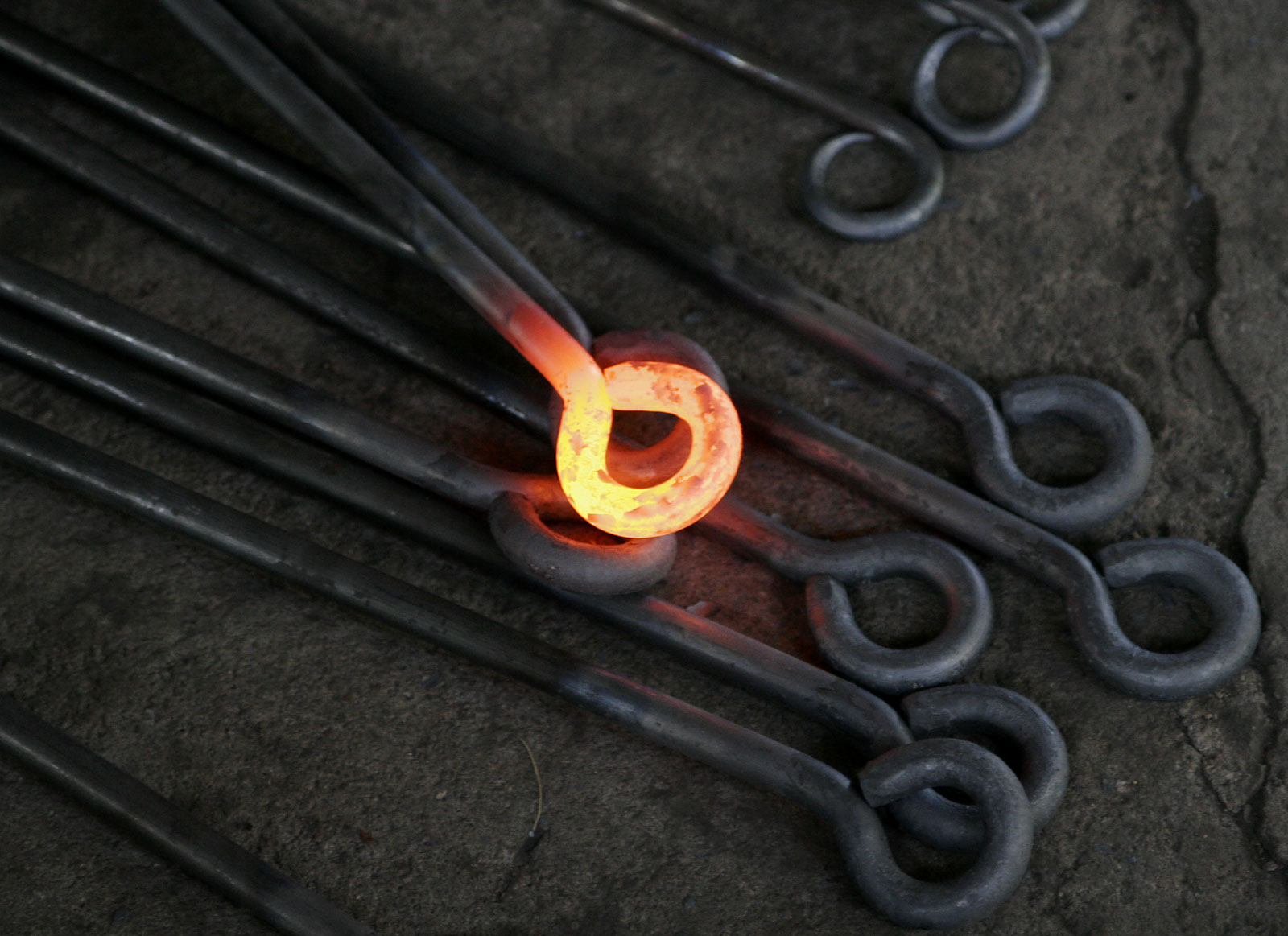
الإشعاع الحراري في حيز الضوء المرئي لهذا الحديد الساخن. الأشعة تحت الحمراء لا تري للعين ولا لكاميرا التصوير العادية، ولكن توجد كاميرات يمكنها تصوير أشعة تحت الحمراء وكذلك الأشعة فوق البنفسجية. (أنظر تصوير حراري).

جسم أسود في حالة توازن حراري (أي حرارته ثابتة) يُشِعّ إشعاع كهرومغناطيسي يسمى إشعاع الجسم الأسود. ولِكون هذا الجسم مثالياً، فهذا الإشعاع هو أكبر طاقة يمكن ان يشعُها أي جسم بنفس درجة الحرارة. يحكم هذا الإشعاع قانون بلانك الذي ينُصّ على أن حرارة الجسم هي العامل الوحيد المُحدِد لكمية الطاقة المنبعثة عند طول موجيّ معين.
يبين الشكل على اليسار عدة اطياف اجسام سوداء بدرجات حرارة مختلفة. تُلاحظ أنه كلما قلت الحرارة تنزاح القمة باتجاه الأطوال الموجية الأطول، أي باتجاه اللون الأحمر في نطاق الضوء المرئي. فعند حرارة 3000K يكون أكبر قدر للطاقة المنبعثة داخل النطاق المرئي عند الطول الموجيّ الذي يمثل اللون الأحمر. لهذا، عند تسخين الحديد يبدأ أولاً بالتحول للّون الأحمر. ثم إن تم تسخينه أكثر فأكثر يبدأ الأشعاع الحراري المنبعث منه يعطي أكبر قدر طاقة منبعثة (متمثل بقمة المنحنى) عند الطول الموجيّ الذي يمثل اللون الاصفر.
تمثيل واقعي قريب لهذا الجسم المثاليّ هو تجويف كبير نسبياً بجدران مُكمَّدة (قاتمة السواد) وفي أحدها ثقب صغير جداً. يدخل الضوء من هذا الثقب إلى التجويف وينعكس ويتشتت (و بالتالي يمتصه جسم هذا التجويف) داخل هذا الحيز الواسع، ولصغر الثقب يكون من غير المحتمل أن يخرج الضوء إلى الخارج.

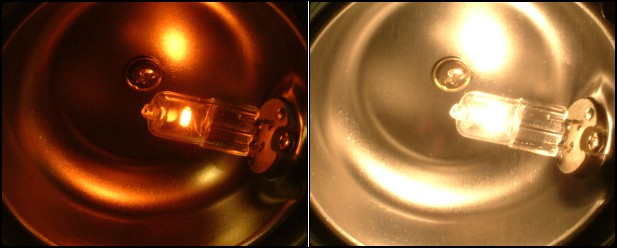
توضيح قانون بلانك، المصباح البارد يُصدر ضوء أحمر، والمصباح الساخن يـصدر ضوء أبيض. يظهر اللون أبيض وليس اخضر، مع أن قمة الطيف قد تكون عند اللون الاخضر، بسبب درجة حرارة اللون.

## التصورات
يصف هذا الجزء المفاهيم التي تطورت اتصالًا بالأجسام السوداء.

### تجويف بثقب
يُستخدم الثقب الصغير في تجويف به جدران معتمة للإشعاع بصورة شائعة كنموذج على السطح الأسود. أي حادثة للإشعاع على الثقب ستمر خلال التجويف، ومن النادر أن يُعاد إشعاعها إذا كان التجويف كبيرًا. ليس الثقب سطحًا أسود كاملًا، بالتحديد إذا كان الطول الموجي للإشعاع الحادث أطول من قطر الثقب، سينعكس بعضها. وبصورة مشابهة، في التوازن الحراري المثالي، لن يكون للإشعاع داخل تجويف متناهي الحجم طيف بلانك مثالي للأطوال الموجية مقارنة بالتجويف أو أكبر منه.
افترض أن التجويف بدرجة حرارة ثابتة هي [T] والإشعاع محصور بالداخل بتوازن حراري مع التطويق. سيسمح الثقب داخل التطويق بهروب بعض الإشعاع. إذا كان الثقب صغيرًا، سيكون تأثير الإشعاع الذي يمر داخل وخارج الثقب مهملًا على توازن الإشعاع داخل التجويف. ستقترب تلك الأشعة الهاربة من إشعاع الجسم الأسود الذي يظهر توزيعًا للطاقة مميزًا للحرارة [T] ولا يعتمد على خصائص التجويف أو الثقب، على الأقل بالنسبة للأطوال الموجية الأصغر من حجم الثقب.
عند أي وقت معطى، ربما لن يكون الإشعاع في التجويف في حالة توازن حراري، ولكن القانون الثاني للديناميكا الحرارية ينص على أنه إذا تُرك دون مقاطعة سوف يصل للتوازن في النهاية، بالرغم من طول الوقت الذي يتطلبه فعل ذلك. نصل للتوازن بالامتصاص المستمر والانبعاث للإشعاع بواسطة مادة في التجويف أو في جدرانه. سيكتسب الإشعاع الداخل للتجويف حرارة بهذه الآلية: سيُعاد توزيع الطاقة حتى تحقق الفوتونات المتفرقة توزيع بلانك. الوقت المأخوذ للتسخين أسرع بوجود المادة المكثفة أكثر من المادة المخلخلة مثل الغاز المخفف. عند درجات حرارة أقل من بلايين الكيلفن، تكون تفاعلات الفوتون-فوتون المباشرة مهملة مقارنة بالتفاعلات مع المادة. الفوتونات هي مثال على غاز البوزون المتفاعل، وموصوف بمبرهنة إتش، تحت الظروف العامة سيصل أي غاز بوزون متفاعل إلى التوازن الحراري.

### الانتشار والامتصاص والانعكاس
يتميز سلوك الجسم بالنسبة للإشعاع الحراري بالانتشار τ والامتصاص α والانعكاس ρ.
تشكل حدود الجسم سطحًا مع المحيط بها، وربما يكون هذا السطح خشنًا أو ناعمًا. يجب أن يكون السطح غير العاكس الذي يفصل المناطق التي لها معاملات انكسار مختلفة خشنًا، لأن قوانين الانعكاس والانكسار محكومة بمعادلات فرينل حيث يتطلب السطح الناعم شعاعًا منعكسًا عندما تختلف معاملات الانكسار للمادة والمحيط بها. تُعطى بعض الأنواع المتصورة من السلوك أسماء محددة:
الجسم المعتم هو الذي لا ينبعث منه إشعاعًا من الذي يصل إليه، بالرغم من انعكاس جزء منه. وهو ما يعني أن: τ=0 and α+ρ=1
الجسم الشفاف هو الجسم الذي ينبعث منه كل الإشعاع الذي يصل إليه. مما يعني أن: τ=1 and α=ρ=0
الجسم الرمادي هو الذي يتساوى فيه كل من الانتشار τ والامتصاص α والانعكاس ρ لكل الأطوال الموجية. يُستخدم هذا المصطلح أيضًا ليعني جسمًا يكون فيه الامتصاص غير معتمد على الطول الموجي ودرجة الحرارة.
الجسم الأبيض هو الذي ينعكس عليه كل الإشعاع الحادث بصورة متساوية في كل الاتجاهات: τ=0، α=0، ρ=1.
بالنسبة للجسم الأسود، τ=0، α=1 و ρ=0. يوفر بلانك نموذجًا نظريًّا للأجسام السوداء المثالية، والتي لاحظ أنها لا توجد في الطبيعة: بجانب الداخل المعتم، فإن لها أسطحًا مشعة وغير عاكسة.

### أجسام كيرشوف السوداء المثالية
قدم كيرشوف في عام 1860 المفهوم النظري للجسم الأسود المثالي، بطبقة سطح ماص مثالي لديه سمك متناهي الصغر، لكن بلانك لاحظ بعض القيود الشديدة على هذه الفكرة. لاحظ بلانك ثلاث متطلبات للجسم الأسود: يجب أن يكون الجسم الأسود (1) يسمح بدخول الإشعاع ولا يعكسه، (2) لديه الحد الأدنى من السُمك المناسب لامتصاص الأشعة الحادثة ومنع إعادة الانبعاث، (3) يناسب الحدود القصوى للتبعثر لمنع الإشعاع من الدخول ثم الخروج. ونتيجة لذلك، لا يمكن أن تتحقق أجسام كيرشوف السوداء المثالية والتي تمتص كل الإشعاع الساقط عليها، بوجود ظروف تبعثر الضوء خلال الجسم الأسود والتي يصعب تحقيقها.

### التحقق الواقعي
تلك الأمثلة توضح التحقق الواقعي والتجسد في العالم الواقعي للجسم الأسود.

### تجويف بثقب
في عام 1898، نشر أوتو لومار وفيردناند كورلباوم موجزًا عن مصدر إشعاع تجويفهم. استُخدم تصميمهم بصورة واسعة لقياس الإشعاع حتى هذا اليوم. كان الثقب في جدار صندوق البلاتينيوم، مقسمًا إلى حواجز، وداخله مطلي بأكسيد الحديد. كان مكونًا مهمًا للقياسات المحسنة والتي أدت إلى اكتشاف قانون بلانك. وصفت نسخة منه عام 1901 وكان داخلها مسودًا بمزيج من أكاسيد النيكل والكروم والكوبلت.

### المواد شبه السوداء
يتزايد الاهتمام بالأجسام شبه السوداء من أجل استخدامها في التمويه والمواد الماصة للرادار من أجل التخفي. كما أن لها تطبيقات كمجمعات للطاقة الشمسية، ومستشعرات للحرارة تحت الحمراء. وكباعث مثالي للإشعاع، يمكن للمادة الساخنة بسلوك الجسم الأسود أن تخلق سخانًا للأشعة تحت الحمراء كفء، خاصة في الفضاء أو الفراغ عندما يكون التسخين العادي غير متوفر. كما أنها كانت مفيدة في التيليسكوب والكاميرا كسطح مضاد للانعكاس لتقليل الضوء الضال وتجميع المعلومات حول الأجسام في المناطق عالية التباين (على سبيل المثال، ملاحظة الكواكب في مداراتها حول النجوم)، حيث تمتص المواد الشبيهة بالأجسام السوداء الضوء وتأتي من مصادر خاطئة.
كما أنه كان من المعروف أن غطاء أسود الكربون سوف يجعل الجسم أسود تقريبًا. وجد تحسينًا في أسود الكربون في الأنابيب النانوية الكربونية المصنعة. يمكن أن تحقق المواد نانوية الثقوب معاملات انكسار قريبة من الفراغ، فتحصل على متوسط انعكاس 0.045%. في عام 2009، صنع فريق من العلماء اليابانيين مادة تسمى أسود النانو وهو قريب من الجسم الأسود المثالي، بناءً على أنابيب نانوية كربونية وحيدة الجدار. يمتص ذلك نحو 98% و99% من الضوء في المدى الطيفي من الأشعة فوق البنفسجية حتى الأشعة تحت الحمراء.
يُعتبر الأسود الفائق من الأمثلة الأخرى للمواد السوداء المثالية، المجهزة بالنقش الكيميائي لسبيكة النيكل والفسفور، وصفوف الأنانيب الكربونية السوداء المرتبة عموديا، كلاهما يمتص 99.9% من الضوء أو يزيد عن ذلك.

### النجوم والكواكب
يُمثل النجم أو الكوكب نموذجًا للجسم الأسود، ينبعث الطيف الكهرومغناطيسي لهذه الأجسام على هيئة إشعاع الجسم الأسود. تظهر الصورة مخططًا لقطاع عرضي لتوضيح الفكرة. يُمثل الغلاف الضوئي للنجم، حيث يشع الضوء، كطبقة تتفاعل خلالها الفوتونات مع المادة الموجودة في الغلاف الضوئي وتحقق درجة الحرارة الشائعة [T] التي يُحافظ عليها خلال فترة من الزمن. تهرب بعض الفوتونات وتُبعث للفضاء، لكن الطاقة التي تحملها تُستبدل بطاقة خلال النجم، وبالتالي تكون درجة الحرارة للغلاف الضوئي ثابتة تقريبًا. تؤدي التغيرات في اللب إلى تغيرات في إمداد الطاقة للغلاف الضوئي، لكن مثل هذه التغيرات بطيئة على مقياس الزمن. بافتراض أن هذه الظروف يمكن تحقيقها، فإن الطبقة الخارجية للنجم تتناظر مع مثال التجويف بثقب، حيث يستبدل الثقب الانتشار المحدود للفضاء خارج الغلاف الضوئي. وبهذه الافتراضات، يشع النجم إشعاع الجسم الأسود بدرجة حرارة الغلاف الضوئي.

## العلاقة بين طاقة الشعاع الكهرومغناطيسي وطول موجته
أثبت الفيزيائيون أنه توجد علاقة بين طاقة الشعاع وطول موجته. فإذا رمزنا لطول الموجة شعاع ب ({\displaystyle \lambda }) فإن الطاقة المقترنة بها E (طاقة الشعاع) تعطى بالعلاقة:
E =hf
حيث h ثابت طبيعي يسمى ثابت بلانك،
و c سرعة الضوء في الفراغ (وهي أيضا ثابت طبيعي).
كما أن الطاقة ترتبط مع التردد بالعلاقة التالية:
{\displaystyle E=h.v}
حيث f التردد.
كما يرتبط تردد موجة كهرومغناطيسية بطول موجتها بالعلاقة (المعروفة عن الصوت):
{\displaystyle \lambda }.f= c
حيث c سرعة الضوء في الفراغ.
- كلما زادت درجة حرارة الجسم الأسود تكون الطاقة المنبعثة منه ذات طول موجة أقصر، وتزداد شدة الإشعاع بزيادة درجة الحرارة.

## حساب طاقة الشعاع الكهرومغناطيسي
علاقة بلانك المذكورة أعلاه تعطينا العلاقة بين طاقة الشعاع وتردده:
E = h {\displaystyle \nu }
حيث {\displaystyle \nu } التردد، وh ثابت بلانك.
نريد بواسطة تلك المعادلة حساب طاقة شعاع من وسط قمة منحنى بلانك لأشعة الشمس وليكن شعاع ذو طول موجة 500 نانو متر (انظر توزيع بلانك للشمس أسفله (الرسم البياني الإيطالي)).
حساب طول الموجة بالمتر = 500. 10-9 متر
= 5. 10-7 متر
ونحسب تردد الشعاع من العلاقة:
تردد الشعاع = سرعة الضوء (متر/ ثانية) ÷ طول الموجة (متر)
= 3.108 (متر/ ثانية) ÷ 5.10-7 (متر) = 6.1014 (1/ثانية) أو هرتز
ثابت بلانك = 6,6. 10-34 جول. ثانية
= 6,6. 10-27 إرج. ثانية
= 3,9. 10-15 إلكترون فولت. ثانية (s. eV)
يستعمل الفيزيائيون في هذه الحالة ثابت بلانك كوحدة (الإلكترون فولت. ثانية) لتسهيل الحساب، حيث أن المقدار (بالجول.ثانية) صغير جدا.
نعوض الآن في معادلة بلانك، فنحصل على:
h = E. تردد الشعاع
= 3,9. 10-15 (إلكترون فولت. ثانية). 6.1014 (1/ثانية)
= 2,3 إلكترون فولت
أي أن شعاع الطيف ذو طول الموجة 500 نانومتر له طاقة 3و2 إلكترون فولت.
كما يمكن حساب طاقة الشعاع بالواط إذا أردنا ولكن 3و2 إلكترون فولت بوحدة الواط ستكون مقدارا صغيرا جدا يصعب الاحتفاظ به في الذاكرة.
(ومن يريد إجراء تلك الحسبة فعليه الرجوع إلى وحدة طاقة.

## إشعاع الجسم الأسود
وكان العالم كيرشوف قد بين من اعتبارات الديناميكا الحرارية أنه بالنسبة لأي طول موجة تكون النسبة بين معدل إصدار سطح مادة ما ومعدل الإصدار من سطح الجسم الأسود تساوي عامل الامتصاص لهذه المادة عند هذا الطول الموجي. وهذا ما جعل سطح الجسم الأسود مصدرا عياريا ملائما للإشعاع وامتصاص الأشعة الحرارية. وسوف نقتصر على دراسة إشعاع الجسم الأسود، وذلك بتخيل أن شعاعا ذو طول موجة معين دخل من ثقب في جدار فقاعة في مادة صلبة سوداء، فإنه سينعكس عدة مرات على جدران الفقاعة الداخلية، حتى يصل إلى حالة التوازن الحراري. وحالة التوازن الحراري هذه تتسم بأن كل ذرة من الذرات المكونة للجدران تصدر طيفا من الإشعاعات الكهرومغناطيسية بنفس القدر الذي تمتصه من إشعاعات الذرات الأخرى. فيملأ طيف الإشعاع الكهرومغناطيسي الفقاعة ويصل إلى حالة التوازن. أي أن في حالة التوازن الحراري داخل الفقاعة يكون مقدار الطاقة الذي تـُصدره الذرات في وحدة الزمن مساويا مقدار الطاقة الذي تمتصه. وتصبح كثافة طاقة الطيف الكهرمغاطيسي في الفقاعة ثابتة.
وكانت التجارب قد بينت أن للإشعاع الكهرمغناطيسي المحتجز داخل الفقاعة (وبالمثل للإشعاع الصادر من الجسم الأسود) وهو في حالة التوازن الحراري، يكون له توزيعا للطاقة محددا تماما يعتمد على درجة حرارته (انظر الشكل). وينتمي لكل تواتر {\displaystyle \nu } (أو طول موجة {\displaystyle \lambda }) كثافة طاقة محددة، لا تعتمد إلا على درجة حرارة الجسم ولا علاقة لها بمادة هذا الجسم.

طيف الشمس المأخوذ بالقمر الصناعي (أصفر) وعلى الأرض (أحمر) بالمقارنة بطيف الجسم الأسود. ينطبق طيف القمر الصناعي مع النظرية. ويتخلل طيف الشمس المأخوذ علي الأرض بعض الفجوات الناتجة عن امتصاص جو الأرض لبعض ترددات الأشعة.

ويبين الشكل البياني أعلاه توزيع طول موجة الإشعاع الصادر من الجسم الأسود وشدة الإشعاع، وعلاقتهما بدرجة حرارة الجسم الأسود. ونرى أن النهاية العظمى للمنحني تزيد وتنزاح في اتجاه طول موجة أقصر كلما ارتفعت درجة حرارة الجسم.
وقد أدت مسألة إيجاد الآلية التي تجعل طاقة إصدار الذرات للإشعاع الحراري موزعة على مختلف التواترات كما يشاهد تجريبيا إلى ولادة فيزياء الكم. ذلك أن كل المحاولات التي جرت في نهاية القرن التاسع عشر لتفسير هذا التوزيع الطاقي بالاستناد إلى المفاهيم الكلاسيكية بالاستعانة بالديناميكاالحرارية وقوانين الكهرومغناطيسية التي كانت سائدة في ذلك الوقت باءت بالفشل (قارن منحنى العلاقة الكلاسيكيه بالرسم).
يبين الشكل المقابل (الإيطالي) طيف الشمس الذي التقطه أحد الأقمار الصناعية (باللون الأصفر) وهو ينطبق انطباقا جيدا على منحني بلانك من أول الطيف إلى آخره، وكلاهما يبين قمة للإشعاع بين موجة طولها 750 نانومتر ونحو 370 نانومتر، وهذا هو حيز الضوء المرئي. وتجري المقارنة في نفس الوقت بطيف الشمس الملتقط على سطح الأرض (باللون الأحمر)، ولايزال التطابق جيدا بينهم مع الفارق أن طيف الأرض يتعرض عند بعض أطوال موجة أشعته للامتصاص في جو الأرض، الشيء الذي يترك فيه بعض الفجوات وهي ناشئة في معظمها عن امتصاص بخار الجو لتلك الأشعة. كما نلاحظ أن الطيف الحراري للشمس ينتهي تقريبا عند طول موجة قدرها نحو 170 نانومنتر وهو تقريبا نهاية الأشعة فوق البنفسجية.

## قوانين خاصة بالجسم الأسود
في مجال الإشعاع الحراري عمل كثير من العلماء في الشرق والغرب لاستنباط القوانين المتحكمة في إصدار الحرارة من الأجسام، وقد اتضح أنها تصدرها بواسطة أشعة كهرومغناطيسية مثل الضوء المرئي ومثل والأشعة تحت الحمراء والموجة ميكروية. وتوصلوا إلى القوانين التالية التي تصفها:

## قانون ستيفان-بولتزمان
ينص قانون ستيفان بولتزمان على أن الطاقة الكاملة المنبعثة من الجسم الأسود واط في الثانية لكل وحدة مساحة تتناسب مع القوة الرابعة لدرجة حرارة الجسم كلفن.
E(T) = {\displaystyle \sigma }. T4
حيث {\displaystyle \sigma } ثابت ستيفان-بولتزمان ويساوي 5.67*10000

## قانون رايلي-جينس
اعتبر العالمان رايلي وجينز في أوائل القرن العشرين أن الجسم الأسود مكون من عدد كبير من المتذبذبات المشحونة التي تتحرك حركة توافقية بسيطة Simple Harmonic Motion وهذه المتذبذبات المشحونة تطلق أشعة كهرومغناطيسية أثناء حركتها بحيث تكون كثافة توزيع الطاقة المنبعثة من الجسم الأسود مساوية لكثافة الطاقة للمتذبذبات عند الإتزان الحراري. وقد وضع العالمان بناء على هذه الفرضية طبقاً للديناميكا الحرارية المعادلة التي تعطي عدد المتذبذبات لكل وحدة حجوم المسئولة عن كثافة الإشعاع عند طول موجي معين {\displaystyle \lambda }، حيث أن:
{\displaystyle B_{\lambda }(T)={\frac {2ckT}{\lambda ^{4}}}}

حيث c سرعة الضوء في الفراغ
k ثابت بولتزمان
T درجة الحرارة (كلفن)
والمعادلة الخاصة بالتردد {\displaystyle \nu } هي:
{\displaystyle B_{\nu }(T)={\frac {2\nu ^{2}kT}{c^{2}}}}.

مقارنة بين قانون رايلي-جينس، وقانون فين وقانون بلانك لجسم أسود درجة حرارته 8 ملي كلفن.

وكما نرى في الشكل المقابل أن هذه الفرضية لرايلي وجينز فشلت في تفسير طيف الجسم الأسود، فبينما تنطبق مع القياسات الأطوال موجة طويلة (تردد منخفض)، لكنها تنحرف عن القياسات للموجات القصيرة (الترددات العالية).
أي أن تطبيق الميكانيكا الإحصائية الكلا سيكية أدى إلى هذه النتيجة الغريبة، ودعيت هذه المشكلة وقتها بالكارثة فوق البنفسجية.

## قانون بلانك
{\displaystyle I(\nu ,T)d\nu ={\frac {2h\nu ^{3}}{c^{2}}}{\frac {1}{e^{\frac {h\nu }{kT}}-1}}\,d\nu }
حيث:
- {\displaystyle I(\nu ,T)d\nu \,} الطاقة الصادرة من 1سم مربع من سطح الجسم الأسود في الثانية في وحدة الزاوية الصلبة بين التردد v وv+dv عند درجة حرارة T :
- {\displaystyle h\,} ثابت بلانك;
- {\displaystyle c\,} سرعة الضوء
- {\displaystyle k\,} ثابت بولتزمان.

نلاحظ أن كل فقرة تردد بين v وv+dv لها قيمة لمقدار الطاقة الصادرة وتمثل نقطة على منحني بلانك.
في عام 1900 قام العالم الألماني بلانك Planck بدراسة توزيع إشعاع الجسم الأسود وافترض أن الذرات في الفقاعة التي تمثل الجسم الأسود، تسلك سلوك هزازات توافقية وأن كلا منها تهتز بتواتر معين، وفي حالة الاتزان الحراري تمتص أو تصدر كم من طاقة الإشعاع متناسبا مع تواتر اهتزازها. أي أن يكون هناك حد أدنى للطاقة مقدارة h كثابت طبيعي لا ينقسم ووحدته جول.ثانية وهذا جديد على النظرية الكهرومغناطيسية الكلاسيكية التي تتيح تغير الطاقة تغيرا مستمرا من دون أحدود للانقسام. وحصل نتيجة ذلك على قانونه الموصوف أعلاه (قانون بلانك للإشعاع)الذي يتفق تماما مع القياسات المعملية. عند مقارنة منحني بلانك في الشكل المجاور مع الطاقة الصادرة من الشمس (المقاسة فوق الغلاف الجوي للأرض) نجد أنطباقا جيدا بينهما.
بذلك توصل بلاك إلى الثابت الطبيعي h المسمى باسمه، وهو يعطي العلاقة بين طاقة الشعاع الكهرونغناطيسي E وطول موجته {\displaystyle \lambda }:
{\displaystyle E={\frac {h.c}{\lambda }}}
حيث h ثابتة بلانك وc سرعة الضوء في الفراغ.
لجأ بلانك لإعطاء علاقته السابقة أساسا فيزيائيا نظريا إلى الطرق الإحصائية لحساب الأنطروبية، ولجأ إلى حساب عدد الطرق الممكنة التي يمكن أن تتوزع بها كمية معينة من الطاقة على عدد معين من الهزازات في الفقاعة (الجسم الأسود). ووجد أنه لو عوملت الطاقة على أنها مقدار مستمر (كما هو متعارف عليه) لكان عدد هذه الطرق لانهائيا. لذلك قسم بلانك، لتسهيل عملية عد هذه الطرق، طاقة الهزازات الكلية إلى «عناصر» مقدار كل منها:
{\displaystyle E=n.h.\nu \,}
وسميت تلك «العناصر» فيما بعد كمّات quanta (مفردها كم quantum)، ووجد أنه يمكن بواسطة تلك العلاقة التوفيق بين النظرية والقياسات إذا كانت n أعدادا صحيحية... 3، 2، n = 1.
تبين بذلك أن الطاقة لها وحدة كثابت طبيعي لا ينقسم. وكان ذلك طفرة كبرى في عالم الفيزياء وفهم جديد أوسع لطبيعة الكون. وفتحت الطريق عام 1900 لنظرية الكم، التي استطاعت في الأعوام 1923 - 1930 تفسير تركيب الذرة وتوزيع الإلكترونات فيها، ولا زالت ميكانيكا الكم المبنية على نظرية الكم لماكس بلانك تحقق نجاحات كبيرة في عالم الفزياء حتى اليوم. والمعضلة التي لا زالت تحير العلماء هو الربط بين ميكانيكا الكم وظاهرة الجاذبية في نظرية موحدة. فميكانيكا الكم تصف بوضوح كامل عالم الذرة والجزيئات والأجسام دون الذرة، والجاذبية تحكم حركة الأجرام الكبيرة الشمس والقمر والأرض.

## قانون فين
قانون فين للإزاحة يقول أن طول موجة العظمي لإشعاع الجسم الأسود تتناسب تناسبا عكسيا مع درجة حرارته:
{\displaystyle \lambda _{\mathrm {max} }={\frac {b}{T}}}
حيث:
λmax طول النهاية العظمي للموجة (بالمتر)
T درجة احرارة الجسم كلفن
b ثابت يسمى ثابت فين
وهو يساوي = 10 (-3). 2.897786 (كلفن. متر)

## استنتاج معادلة فين من معادلة بلانك
توصل العالم الألماني (فين)إلى معادلته عن الانزياح عام 1893 عن طريق تطبيق الديناميكا الحرارية على الإشعاع الكهرومغناطيسي. وتوجد طريقة جديدة نتبعها الآن للحصول عليها عن طريق قانون بلانك للجسم الأسود:
وطبقا ً لقانون بلانك، يمثل طيف الجسم الأسود بالمعادلة :
{\displaystyle u(\lambda ,T)={8\pi hc^{2} \over \lambda ^{5}}{1 \over e^{hc/\lambda kT}-1}}
ونريد الحصول على هذة الدالة عندما تكون {\displaystyle \lambda } نهاية عظمى. لهذا فإننا نفاضل المعادلة {\displaystyle u(\lambda ,T)} بالنسبة ل{\displaystyle \lambda } ونساويها بالصفر. فنحصل على:
{\displaystyle {\partial u \over \partial \lambda }=8\pi hc\left({hc \over kT\lambda ^{7}}{e^{hc/\lambda kT} \over \left(e^{hc/\lambda kT}-1\right)^{2}}-{1 \over \lambda ^{6}}{5 \over e^{hc/\lambda kT}-1}\right)=0}
{\displaystyle {hc \over \lambda kT}{e^{hc/\lambda kT} \over e^{hc/\lambda kT}-1}-5=0}
وإذا وضعنا:
{\displaystyle x\equiv {hc \over \lambda kT}}
فنحض على المعادلة التالية:
{\displaystyle {xe^{x} \over e^{x}-1}-5=0}
هذه المعادلة ليس لها حل. ولكننا نستطيع الحصول على قيمة x بحساب المعادلة لقيم مختلفة ل x حتى نصل إلى النتيجة.
{\displaystyle x=4.965114231744276\ldots }     (عدد مطلق)
وبوضعنا {\displaystyle \lambda } بوحدة النانومتر، ودرجة الحرارة (كلفن) نحصل على معادلة فين :
{\displaystyle \lambda _{max}={hc \over x}{1 \over kT}={2.89776829\ldots \times 10^{6}\ \mathrm {nm\cdot K}  \over T}}.
حيث T تعطى بالكلفن.

## علاقة درجة الحرارة بين النجم والكوكب
إذا ما اعتبرنا أن الكوكب يتبع سلوك الجسم الأسود فإن بالإمكان استخلاص العلاقة التي تربط بين مصدر الإشعاع (النجم مثلا) وبين مصدر استلام الإشعاع الحراري وعكسه (الكوكب مثلا) بتطبيق معادلات التوازن الحراري.

### العوامل

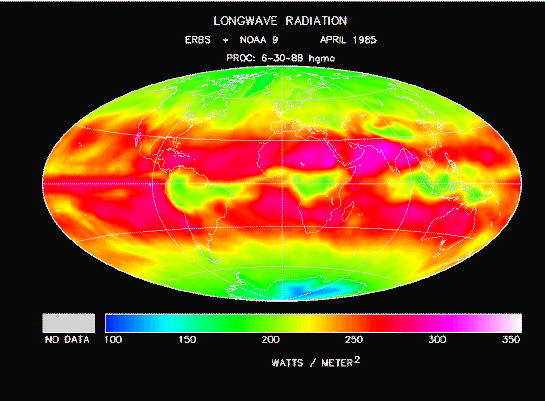
شدة الإشعاع الحراري طويل الموجة للأرض (من السحب، الغلاف الجوي والأرض)

تعتمد درجة حرارة الكوكب على العوامل الآتية:
- الإشعاع الساقط (من الشمس مثلا)
- الإشعاع المنبعث (في صورة انبعاثات حرارية تحت حمراء من الأرض مثلا)
- تأثير البياض (الجزء المنعكس من الضوء من سطح وغلاف الكوكب)
- تأثير الصوبة (في حالة الكواكب ذات الغلاف الجوي)
- الطاقة المتولدة داخليا من الكوكب نفسه.

### الاشتقاق
من قانون ستيفان-بولتزمان نجد أن القدرة التي تشعها الشمس بوحدات الطاقة لكل ثانية هي:
{\displaystyle P_{Semt}=\left(\sigma T_{S}^{4}\right)\left(4\pi R_{S}^{2}\right)\qquad \qquad (1)}
حيث
{\displaystyle \sigma \,} ثابت ستيفان-بولتزمان
{\displaystyle T_{S}\,} درجة حرارة سطح الشمس
{\displaystyle R_{S}\,} نصف قطر الشمس.

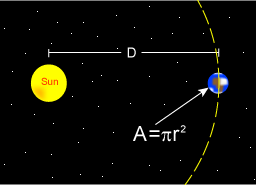
إن مقدار ما تمتصه الأرض من الإشعاع يكافئ مساحة دائرة (عرض مقطعي) بدلا من مساحة سطح كروي.

تشع الشمس طاقتها بشكل متماثل في جميع الاتجاهات. ويكون نصيب الأرض من هذه الطاقة المنبعثه هو جزء ضئيل يكافئ المساحة المقطعية للأرض (مساحة دائرة قطرها هو قطر الأرض مع الغلاف الجوي) نسبة للمساحة السطحية للكرة المحيطة بالشمس والتي تقع عليها الأرض:
{\displaystyle P_{SE}=P_{Semt}\left({\frac {\pi R_{E}^{2}}{4\pi D^{2}}}\right)\qquad \qquad (2)}
حيث
{\displaystyle R_{E}\,} نصف قطر الأرض،
{\displaystyle D\,} المسافة بين الأرض والشمس (نصف قطر كرة تقع عليها الأرض أثناء دورانها حول الشمس).
نظرا لحرارة الشمس المرتفعة فإنها تشع أكبر قدر من الطاقة في نطاق الأشعة فوق البنفسجية. تعكس الأرض جزءا من هذا الإشعاع مقداره {\displaystyle \alpha } حيث أن {\displaystyle \alpha } تمثل البياض أو الانعكاس عند الأشعة فوق البنفسجية. بتعبير آخر تمتص الأرض {\displaystyle 1-\alpha } من ضوء الشمس وتعكس الباقي. تكون القدرة الممتصة من الأرض وغلافها الجوي:
{\displaystyle P_{abs}=(1-\alpha )\,P_{SE}\qquad \qquad (3)}
بالرغم من أن الأرض تمتص قدرا من الإشعاع يكافئ مساحة دائرة {\displaystyle \pi R^{2}}، إلا أنها تشع طاقتها بشكل متماثل كالشمس في جميع الاتجاهات أي على صورة سطح كروي. إذا كانت الأرض جسما أسودا مثاليا فإن قدرتها المشعة تكون:
{\displaystyle P_{emt\,bb}=\left(\sigma T_{E}^{4}\right)\left(4\pi R_{E}^{2}\right)\qquad \qquad (4)}
حيث {\displaystyle T_{E}} درجة حرارة الأرض. ولما كانت درجة حرارة الأرض أقل بكثير من تلك على سطح الشمس فإنها تشع أغلب طاقتها في نطاق الأشعة تحت الحمراء، {\displaystyle {\overline {\epsilon }}} حيث {\displaystyle {\overline {\epsilon }}} تمثل متوسط الانبعاثية للأشعة تحت الحمراء. بالتالي تكون الحرارة المنبعثة من الأرض والغلاف الجوي هي:
{\displaystyle P_{emt}={\overline {\epsilon }}\,P_{emt\,bb}\qquad \qquad (5)}
على افتراض أن الأرض والشمس في حالة اتزان حراري فإن الحراة الممتصة بواسطة الأرض تساوي الحرارة المنبعثة من الأرض:
{\displaystyle P_{abs}=P_{emt}\qquad \qquad (6)}
بالتعويض والتبسيط نحصل على:
{\displaystyle T_{E}=T_{S}{\sqrt {\frac {R_{S}{\sqrt {\frac {1-\alpha }{\overline {\epsilon }}}}}{2D}}}}
بعبارة أخرى واعتمادا على الافتراضات السابقة فإن درجة حرارة الأرض تتأثر فقط بكل من درجة حرارة سطح الشمس، نصف قطر الشمس، بعدها عن الشمس، بياض سطح الأرض ومقدار الانبعاثية الأرضية للأشعة تحت الحمراء.

### حرارة الأرض
إذا طبقنا العلاقة السابقة على الشمس والأرض:
{\displaystyle T_{S}=5778\ \mathrm {K} ,}
{\displaystyle R_{S}=6.96\times 10^{8}\ \mathrm {m} ,}
{\displaystyle D=1.496\times 10^{11}\ \mathrm {m} ,}
{\displaystyle \alpha =0.306\ }
وبجعل متوسط الانبعاثية مساويا للواحد، يمكن إيجاد الحرارة الفعالة للأرض مساوية:
{\displaystyle T_{E}=} 254.356 K or -18.8 °C.
هذه هي الحرارة التي يفترض أن تكون الأرض عليها إذا كانت تخضع لقانون الجسم الأسود المثالي التي تحدد ترددات الموجات الكهرومغناطيسية الي يشعها - حيث يختلف إشعاع أي جسم غير مثالي قليلا - حتى جسم الإنسان يشع تلك الأشعة الحرارية .
عند مقارنة درجة الحرارة الفعالة الناتجة من العلاقات السابقة بما هي عليه الأرض فعلا لوجدنا أن درجة حرارة الأرض أكثر بحوالى 33 درجة (متوسط درجة حرارة سطح الأرض حوالى 15 درجة مئوية). السبب في هذا الاختلاف يعود إلى تأثير الصوبة أو الغازات الدفيئة والتي تعمل على حبس الحرارة على الأرض، مخلة بذلك بقانون التوازن الحراري.

## إنظر أيضا
- قانون بلانك
- قانون فين للإزاحة
- طيف
- إشعاع كهرومغناطيسي
- ضوء مرئي
- أشعة فوق بنفسجية
- طاحونة ضوئية
- إشعاع الخلفية الميكرويفي الكوني
- إشعاع حراري
- معادلات جينز
- تصوير حراري